# Rhossili Bay

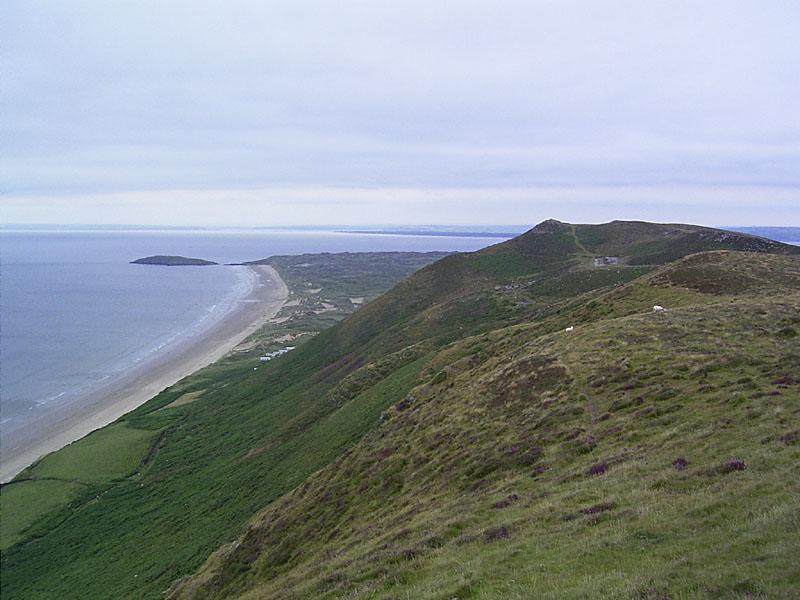
Rhossily Bay, Gower, von Rhossili Down aus gesehen

Rhossili Bay ist sowohl der Name des Strandabschnittes als auch der Bucht selbst nahe dem Ort Rhossili auf der Halbinsel Gower in Süd-Wales.
Mit fast fünf Kilometern Länge ist der Strand Rhossili Bay der zweitlängste durchgehende und westlichste Strandabschnitt auf Gower. Eingerahmt wird er von den Gezeiteninseln Worm’s Head im Süden und Burry Holms im Norden. Nach Osten liegt direkt die Hügelkette Rhossili Down hinter dem Strand. Wie die meisten Strände auf Gower wird er in den Sommermonaten stark von Tagesgästen genutzt. Nur abschnittsweise sind Steine oder Algen zu finden, auch dieser Strand hat einen überwiegend flachen Übergang ins Wasser, so dass er für Familien geeignet ist.
Bei Niedrigwasser sind Rhossili Bay und der nördlichere Strand der Broughton Bay miteinander verbunden, so dass sich zusammen mit Whiteford Sands ein durchgehendes Strandgebiet von fast 11 Kilometern über die gesamte Westküste von Gower ergibt. Wegen der direkten Lage des Strandendes im Süden am Ortsrand von Rhossili ist der Strand gut zugänglich und verfügt auch über touristische Infrastruktur wie sanitäre Anlagen, Restaurants und kleinere Geschäfte.